# Colegio Compañía de Jesús (Antigua Guatemala)
El antiguo Colegio de la Compañía de Jesús o simplemente Colegio Jesuita es una estructura antigua en la ciudad de Antigua Guatemala, Guatemala, en la que radicaba el antiguo colegio de los jesuitas, parte del campus de la iglesia y convento jesuita, restaurado por la escuela-taller de la AECID, que acoge actualmente el Centro de Formación de la Cooperación Española en Guatemala.

## Historia

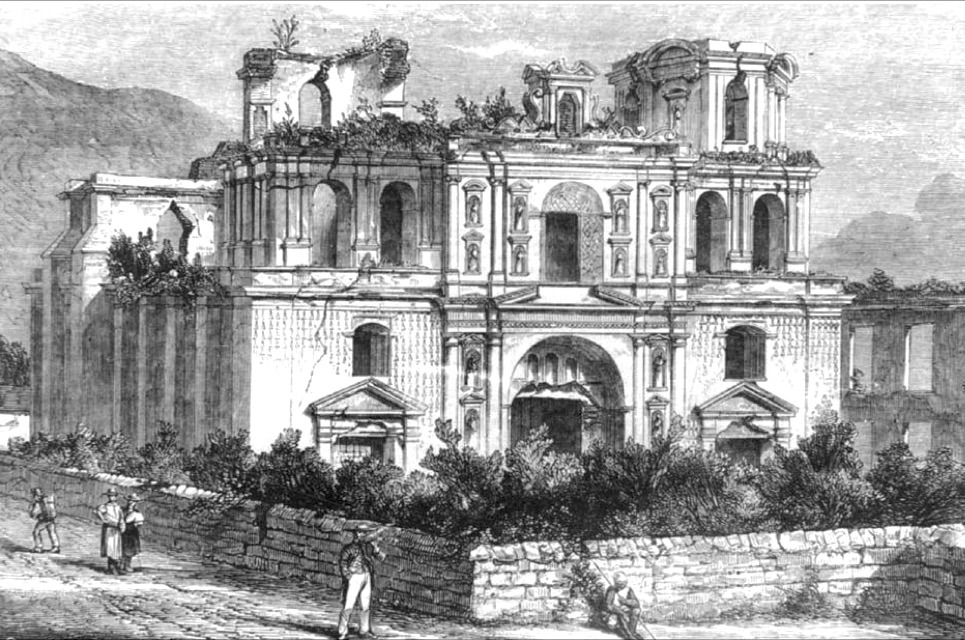
Ruinas de la iglesia tras los terremotos de 1773.

La creación de la Iglesia y Convento de la Compañía de Jesús en Guatemala se empezó a tramitar a través de Real Cédula del 9 de agosto de 1561. En 1611 obtuvieron una manzana de terreno a escasos trescientos metros de la Catedral de Antigua Guatemala por medio de una donación en la propiedad que pertenecía a los descendientes del cronista Bernal Díaz del Castillo.  Luego de concluida la construcción en 1728, el complejo comprendía tres claustros y un templo, y llegaron a vivir hasta doce jesuitas. Funcionó como Colegio de San Lucas de la Compañía de Jesús desde 1608 hasta la expulsión de la orden en 1767: "El Colegio adquirió gran fama y no tenía rival en cuanto a la enseñanza de primeras letras y gramática. A él acudía lo más florido de la sociedad de Santiago, tales como Francisco Antonio Fuentes y Guzmán, el cronista Francisco Vázquez, Pedro de Betancourt y Rafael Landívar."
Años después, la iglesia y parte de la Casa de Estudios fueron destruidos durante los terremotos de Santa Marta.
Desde 1865 se instaló entre sus muros una fábrica de tejidos. En 1912, con fines comerciales, el edificio pasó a convertirse en mercado cantonal hasta el terremoto de 1976. En 1979 fue incluido dentro de la inscripción de Antigua Guatemala como Patrimonio de la Humanidad.
Posteriormente albergó un mercado de artesanías, hasta que en 1992, la Agencia Española de Cooperación Internacional para el Desarrollo asume el compromiso de restaurar las instalaciones a cambio de la cesión en uso del antiguo Colegio para un Centro de Formación Internacional en cooperación al desarrollo, con el visto bueno del Consejo Nacional para la Protección de La Antigua Guatemala (CNPAG).

## Restauración y Centro de Formación

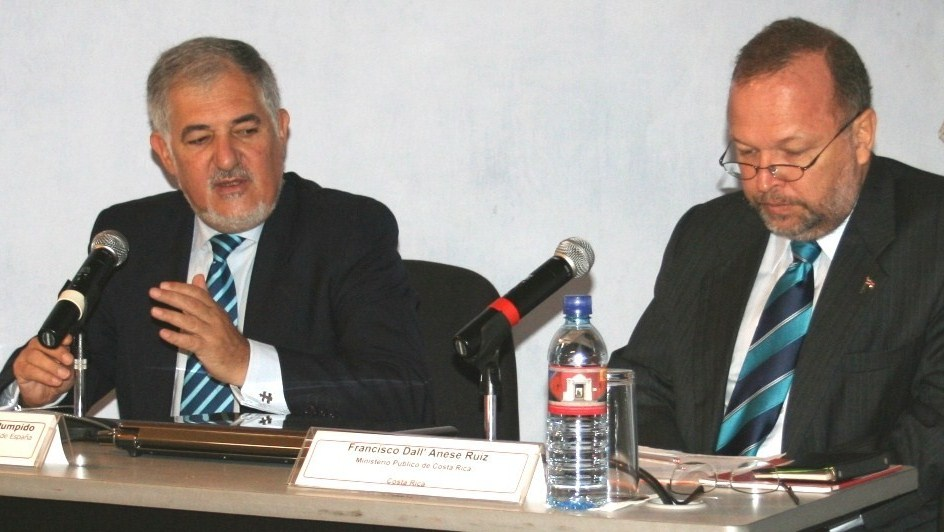
El Fiscal General de Costa Rica, Francisco D´Allanese, con el Presidente de la AIAMP, Cándido Conde-Pumpido, en el Seminario Iberoamericano sobre «Lucha contra la delincuencia Organizada» en el CFCE (2009).

A medida que se avanzaban los trabajos de restauración, se fue poniendo en marcha de forma gradual la actividad formativa del nuevo centro: Un proceso que se inició en 1995 con el primer curso de historia y que culminó en 2007, dos años después, con la inauguración oficial del Centro de Formación por la Reina Sofía «lugar de encuentro y proyección en el que puedan cristalizar los afanes e intereses de nuestros hermanos Iberoamericanos. Con ese espíritu de concordia y esperanza en el porvenir, inauguramos este Centro que da hoy sus primeros pasos». La Antigua Guatemala se integra así junto a Santa Cruz en Bolivia, Cartagena de Indias en Colombia, Montevideo en Uruguay y el Centro Virtual de Conocimiento en la Red de Centros de Formación de la Cooperación Española en Iberoamérica: «herramientas idóneas tanto para estimular los intercambios de conocimientos y experiencias como para fortalecer capacidades institucionales de los países socios».
En 1998, el Programa de Patrimonio para el Desarrollo de la AECID y la Municipalidad de La Antigua crean la Escuela Taller Municipal con sede en el antiguo Colegio, destacándose en los trabajos de emergencia al paso del paso del Huracán Mitch, así como en intervenciones patrimoniales en el municipio y poblaciones de su entorno.
La actividad cultural en La Antigua Guatemala ha sido creciente y cada vez con más participaciones. Ahora es frecuente que en el atrio original de la iglesia, frente al Colegio, se realicen lecturas de poesía, obras de teatro, actuaciones de música o se proyecte cine. El denominado Espacioce dinamiza así, junto con el Centro Cultural de España en Guatemala, la vida cultural guatemalteca y cumplimenta la cooperación cultural para el desarrollo que se articula a través de la Red de Centros Culturales de la Cooperación Española. En 2015, la Secretaría General Iberoamericana (Segib) y el Ministerio de Asuntos Exteriores y de Cooperación de España firmaron un acuerdo conforme al que se comprometía “el aprovechamiento de dichas infraestructuras por parte de los Estados miembros de la Comunidad Iberoamericana de Naciones, para la realización de actividades concretas de cooperación y promoción cultural”, con la finalidad de articular el Espacio Cultural Iberoamericano.
Desde finales del 2011, en el Patio de la Huerta del antiguo Convento está en funcionamiento el Caféce (café+cultura), con gastronomía guatemalteca y española.
En 2015, la Secretaría General Iberoamericana (Segib) y el Ministerio de Asuntos Exteriores y de Cooperación de España firmaron un acuerdo conforme al que se comprometía “el aprovechamiento de dichas infraestructuras por parte de los Estados miembros de la Comunidad Iberoamericana de Naciones, para la realización de actividades concretas de cooperación y promoción cultural”.

### Biblioteca pública
En aplicación del Convenio básico de cooperación técnica entre el Gobierno de España y el Gobierno de la República de Guatemala, especialmente en su artículo 2.a. "la cooperación técnica prevista en este convenio y en los Acuerdos Complementarios derivados del mismo podrá consistir […] En el intercambio de información científica y tecnológica, que se llevará a cabo por los Organismos designados por ambas Partes, especialmente Institutos de Investigación y Tecnología, Centros de Documentación y Bibliotecas Especializadas", como complemento a la actividad formativa, desde 1999 el Centro cuenta con Bibliotecace: una Biblioteca y Centro de Documentación especializada en Ciencias Sociales y en Cooperación al Desarrollo. Ésta es de acceso público y forma parte de BAGE (Bibliotecas de la Administración General del Estado), generando sus recursos en el marco de las actividades formativas y se complementa (2006) con los Fondos Especializados Carlos Guzmán-Böckler y Arturo Taracena Arriola, el Archivo Municipal de Antigua Guatemala y la Videoteca AECID impulsada desde la Filmoteca de la Cooperación Española.

### Reconocimientos
- En noviembre del 2007, Orden Diego de Porres otorgada[17] por el Consejo Nacional para la Protección de la Ciudad de La Antigua Guatemala (CNPAG).
- En noviembre de 2008, con motivo de los 10 años de la Escuela Taller Municipal de Antigua Guatemala, la Asociación de Exalumnos/as hizo entrega de diploma y placa.
- En marzo del 2014, en el marco de la celebración del 471 Aniversario del Asentamiento de la ciudad en el Valle de Panchoy, el municipio de La Antigua Guatemala otorgó[18] la "Orden Rafael Landívar" al Centro de Formación.
- Igualmente, en marzo del 2014, el presidente de Guatemala -Otto Pérez Molina- entregó[19] la Orden Nacional del Patrimonio Cultural a la AECID por el trabajo de promoción, defensa, investigación y restauración del Patrimonio Cultural de Guatemala, incluyendo las intervenciones en el sitio arqueológico de Tikal, en el centro histórico de La Antigua Guatemala, o el propio edificio del Centro de Formación.
- En diciembre del 2014, en reconocimiento a los 25 de promover la Construcción de la Paz a través de la promoción de los derechos económicos, sociales y culturales, la Cooperación Española -integrada en Guatemala por el Centro de Formación, el Centro Cultural y la Oficina Técnica de Cooperación- fue reconocida por la Secretaría de la Paz de la Presidencia de la República con una réplica del Monumento de la Paz, correspondiento en ese acto[20] a Manuel Lejarreta, Embajador de España, el cambio de la Rosa de la Paz en el patio central del Palacio Nacional de la Cultura.

## Ruta del Hermano Pedro

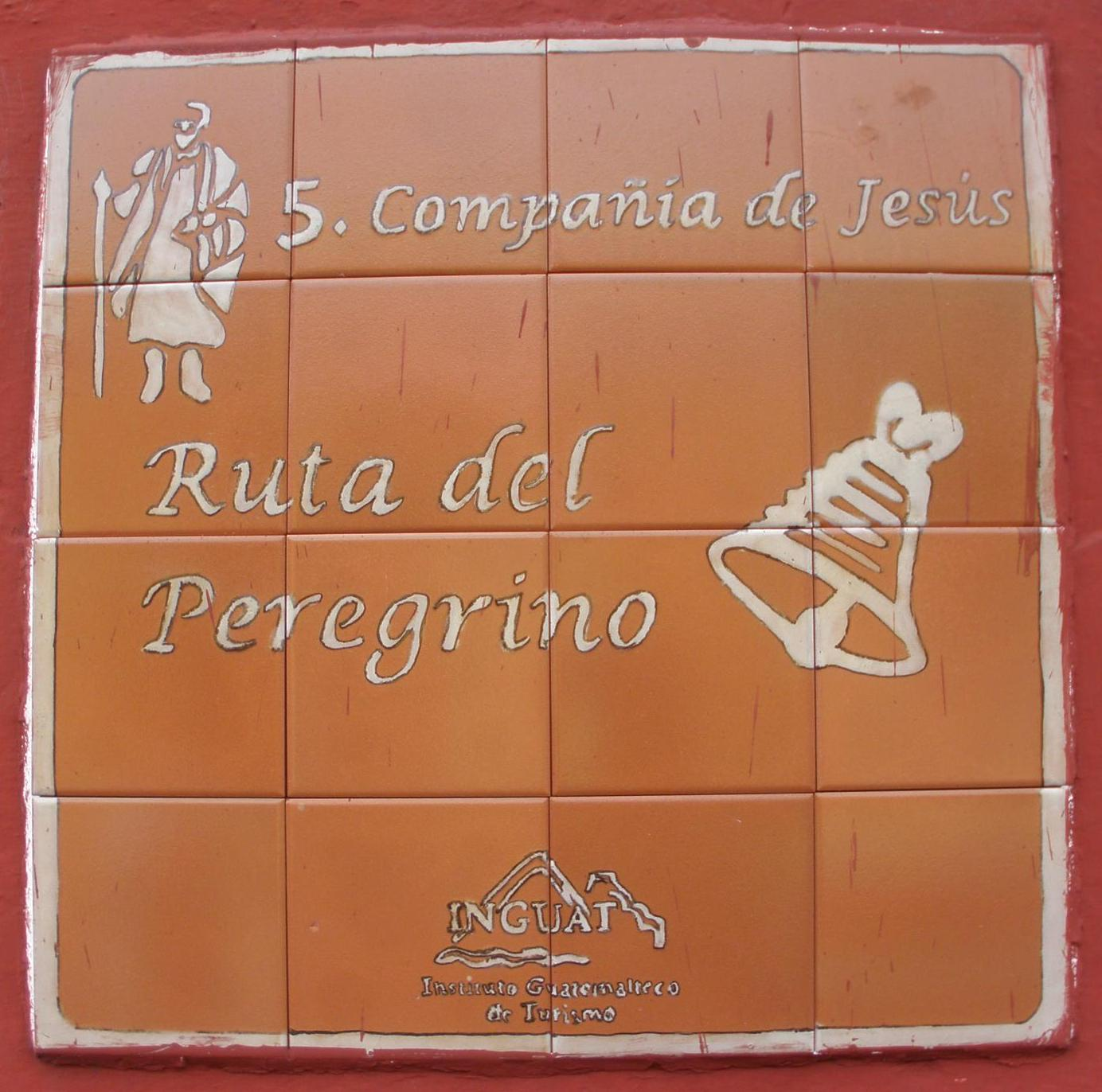
Ruta del Peregrino: etapa de la Ruta del Hermano Pedro, correspondiente al Colegio de la Compañía de Jesús.

Debido al paso de Pedro Betancourt por las aulas del Colegio de San Lucas: «Si una soga surca con la repetición una roca en los brocales de un pozo: ¿por qué mi porfía no vencerá con el tiempo la obstinación de mi ingenio?», y la importancia de este periodo en su posterior opción por la Orden de San Francisco, el antiguo Colegio es una de las etapas de la Ruta turística conmemorativa del Hermano Pedro, que permite realizar un recorrido de los monumentos de La Antigua Guatemala a través de su vida y obra: «Recorrer los lugares en los que anduvo el Santo Hermano Pedro y conocer su legado como las obras sociales, es parte del aprendizaje de la peregrinación. La Ruta del Peregrino permite que uno experimente una forma diferente de conocer la Antigua Guatemala».
Esta ruta incluye -entre otros- visitas a los telares de Pedro Armengol, al monumento al Hermano Pedro y el Arco del Matasanos, Hospital Real de Santiago, Templo de la Nuestra Señora de las Mercedes, la tumba del Hermano Pedro en la Iglesia de San Francisco y al monumento y convento de la Compañía de Jesús.
Como parte del peregrinaje religioso, se mantiene la veneración hacia la salvadoreña Ana Guerra de Jesús (San Vicente en 1639 - † La Antigua Guatemala en 1713), devota de elevada posición social dedicada al servicio de la Compañía, llegando a vestir, inclusive hábito de la misma. Se le han atribuido milagros diversos y en su memoria fue colocada una placa conmemorativa en la parte exterior sobre la calle, del muro posterior del presbiterio de la Iglesia del antiguo Colegio: «Al emprender nuestros primeros trabajos, nos dimos cuenta que estábamos en un lugar al que concurría mucha gente, que depositaba flores y candelas como ofrendas, lo que llamó poderosamente nuestra atención, debido a que la iglesia está completamente en ruinas y por tanto fuera de culto desde hace más de 200 años.» Mujer maltratada por su esposo, dejó narrada su historia de vida, cuya impresión en 1716 forma parte de la naciente literatura centroamericana.

### App de rutas temáticas
Con motivo del Año Europeo del Desarrollo, la Cooperación Española presentó EsTuCoo en la Feria Internacional de Turismo FITUR una aplicación para celulares que posibilita un recorrido por los bienes inmuebles del patrimonio cultural de América Latina y del Caribe, incluyendo Guatemala a través del propio edificio del antiguo Colegio de la Compañía de Jesús en La Antigua Guatemala, así como el antiguo Cine Lux, los Centros Históricos de La Antigua Guatemala, San José de Petén, Quetzaltenango y Ciudad de Guatemala, parque nacional de Tikal, Lago Atitlán y Ecomuseo.
Igualmente, queda incluido el edificio histórico en una app por el Instituto Guatemalteco de Turismo InGuat como etapa del recorrido por los espacios patrimoniales de la ciudad de La Antigua Guatemala representativos en la Ruta del Hermano Pedro.

## Galería

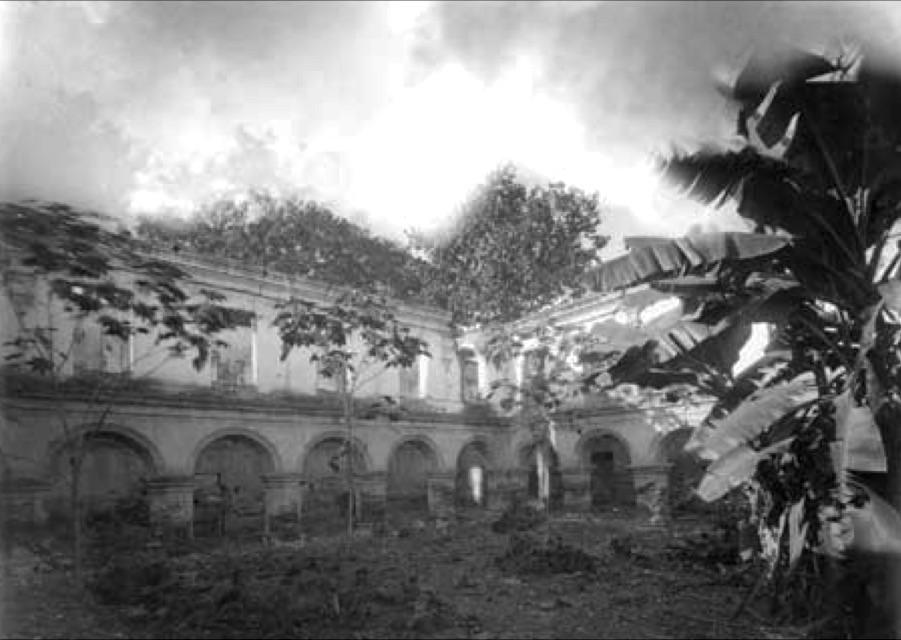
Patio del colegio en los 1880s
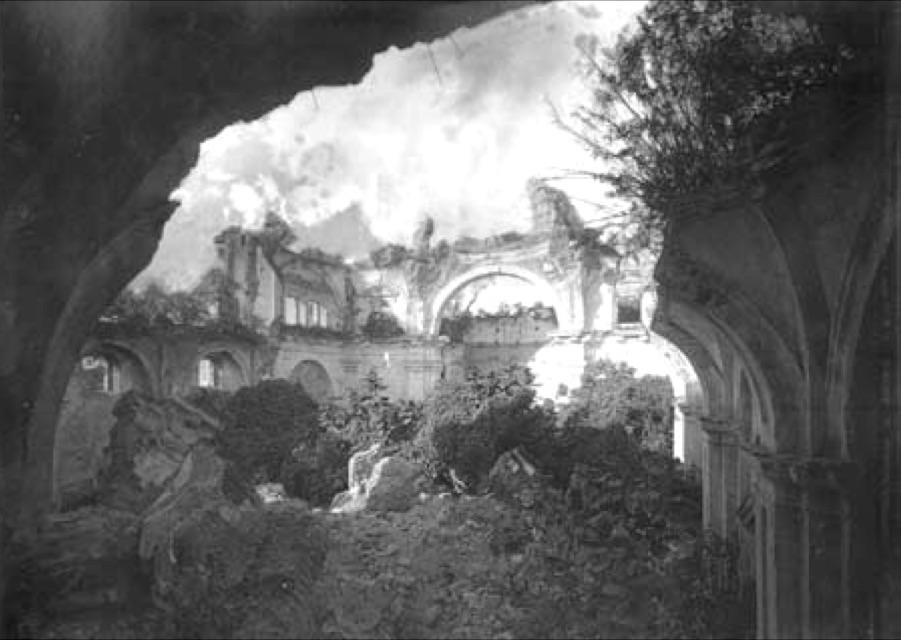
Ruinas del interior del templo en los 1880s

## Más información
- Iglesia, Convento y Colegio de la Compañía de Jesús en el Centro Virtual del Instituto Cervantes.
- Consejo Nacional para la Protección de la Ciudad de La Antigua Guatemala (CNPAG)
- Web Centro de Formación de la Cooperación Española
- CFCE - página Facebook
- Centro Virtual de Conocimiento INTERCOO_nect@ del Plan de Transferencia, Intercambio y Gestión de Conocimiento de la AECID.

- Datos: Q18222581